# Kampferbaum
Der Kampferbaum (Cinnamomum camphora), auch Kampferlorbeer genannt, ist eine Pflanzenart aus der Familie der Lorbeergewächse (Lauraceae). Er gehört zur selben Gattung wie verschiedene Baumarten, aus deren Rinde das Gewürz Zimt hergestellt wird.

## Beschreibung

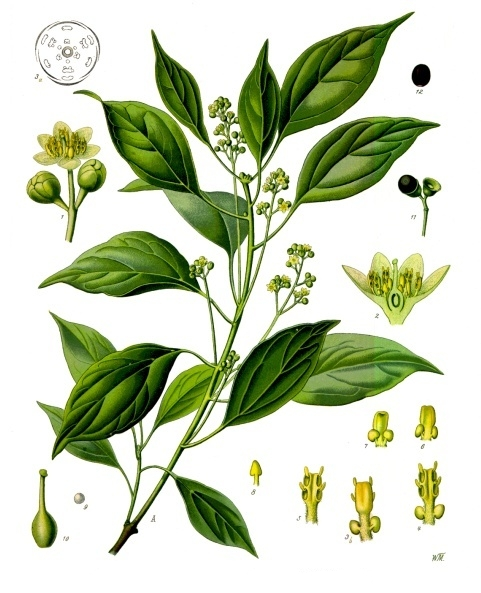
Illustration aus Köhler’s Medizinal-Pflanzen (1897)

### Erscheinungsbild, Rinde und Blatt
Der Kampferbaum wächst als immergrüner Baum, der Wuchshöhen bis zu 30 m oder höher und Brusthöhendurchmesser (BHD) von etwa 3 m erreicht. Er kann aber Durchmesser von über 7 m erreichen und mehr als 1.500 Jahre alt werden. Der Stamm verzweigt sich schon in geringer Höhe stark und teils knorrig, er besitzt eine dichte, ausladende und breite Krone. Alle Pflanzenteile riechen stark nach Campher und enthalten auch mehr oder weniger viel Campher. Die im Alter raue, längsrissige, gräulich-braune, aromatische Borke blättert in unregelmäßigen Stücken ab. Die Rinde der stielrunden Zweige ist bräunlich und kahl. Die breit eiförmigen Endknospen besitzen breit ovale bis fast kreisförmige Schuppen.
Die wechselständig an den Zweigen angeordneten, dünnen und glänzenden, leicht ledrigen, wachsigen Laubblätter sind in Blattstiel und -spreite gegliedert. Der kahle, schlanke Blattstiel ist 2–4 cm lang. Die Spreite ist mit einer Länge von 6–12 cm und einer Breite von 2,5–5,5 cm eiförmig bis elliptisch und rundspitzig, spitz bis zugespitzt oder bespitzt. Die Blattoberseite ist dunkelgrün bis gelb-grün und glänzend, die Unterseite ist mattgrün. Beide Blattflächen sind kahl oder die Unterseite ist spärlich flaumig behaart solange sie jung ist. Der Blattrand ist ganz und teils leicht gewellt und oft knorpelrandig. Die hellere Nervatur ist dreizählig und es können Domatien vorhanden sein. Wenn die Blätter zerrieben werden duften sie stark nach Campher.
Der Kampherbaum ist ein relativ schnell wachsender und langlebiger Baum. In seiner natürlichen Heimat Südchina erreicht der Baum unter optimalen Bedingungen in fünf Jahren eine Höhe von 5 m und einen Stammdurchmesser von 12 cm. Nach 25 Jahren wird eine Mittelhöhe von 15 m erreicht.

### Blütenstand und Blüte
Die Blütezeit reicht von April bis Mai. Achselständig auf einem 2,5–4,5 cm Blütenstandsschaft steht ein 7–10 cm großer rispiger Blütenstand. Blütenstandsschaft und -achse sind kahl oder grau bis gelb-braun flaumig behaart, besonders an den Knoten. Die kahlen Blütenstiele sind 1–2 mm lang. Die zwittrigen und duftenden Blüten mit einfacher Blütenhülle sind etwa 3 mm groß. Die sechs, grün-weißen oder gelblichen Perigonblätter in zwei Kreisen sind außen kahl oder flaumig behaart und innen dicht flaumig behaart. Sie sind mit einer Länge von etwa 2–3 mm elliptisch und abgerundet bis rundspitzig. Es sind in drei Kreisen neun 2 mm lange fertile Staubblätter mit flaumig behaarten Staubfäden vorhanden; die inneren drei besitzen unten und seitlich zwei Drüsen, sowie in einem vierten, innersten Kreis sind meistens drei kleine Staminodien vorhanden. Der mit 1 mm Länge eiförmige, (halb)oberständige Fruchtknoten ist kahl. Der Griffel besitzt eine Länge von etwa 1 mm, die kopfige Narbe ist dreieckig.
Die Blütenformel ist: *P3+3 A3+3+3+3St G{\displaystyle _{\underline {1}}}.

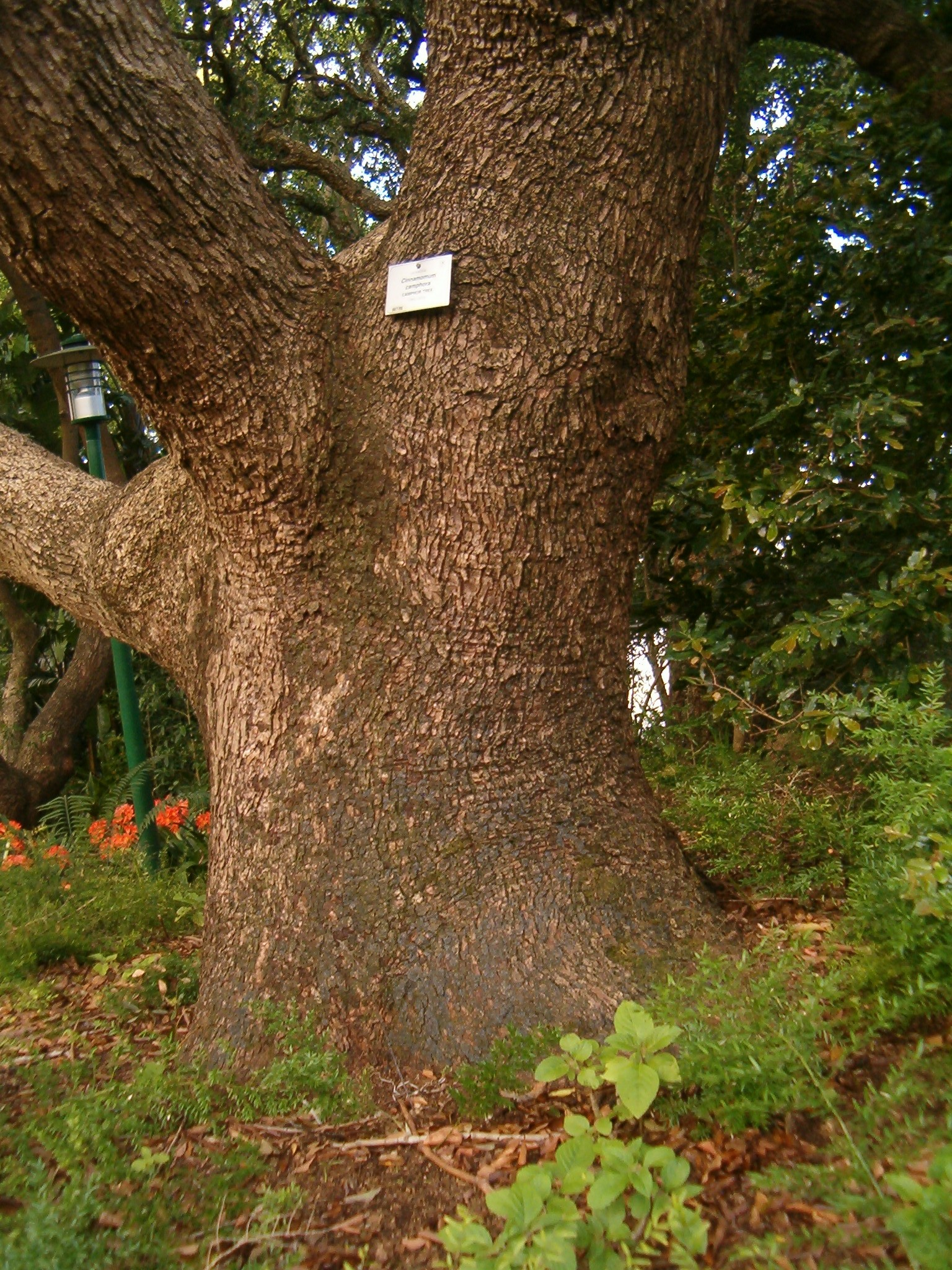
Kampferbaum
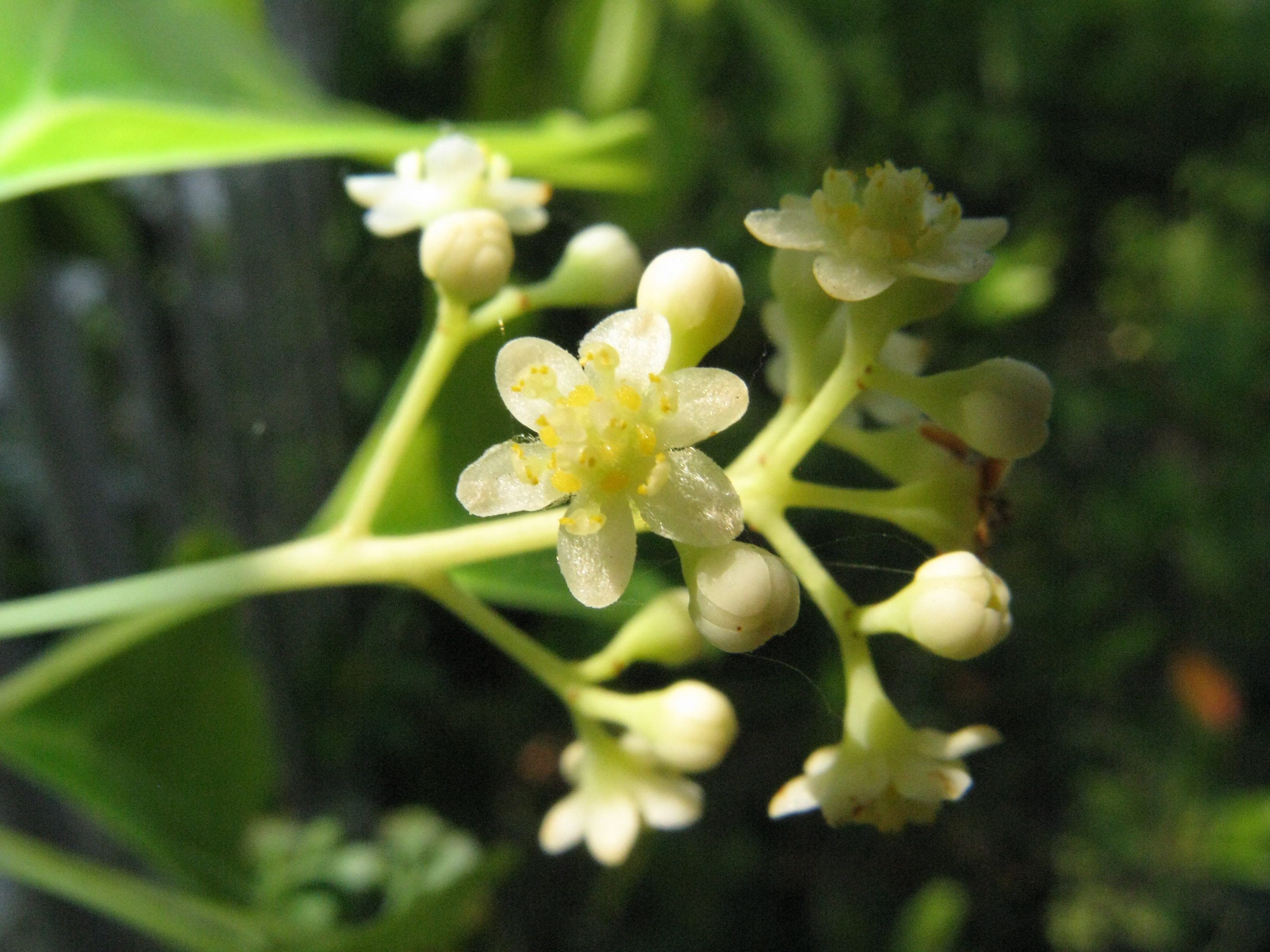
Ausschnitt eines Blütenstandes mit Blüte im Detail
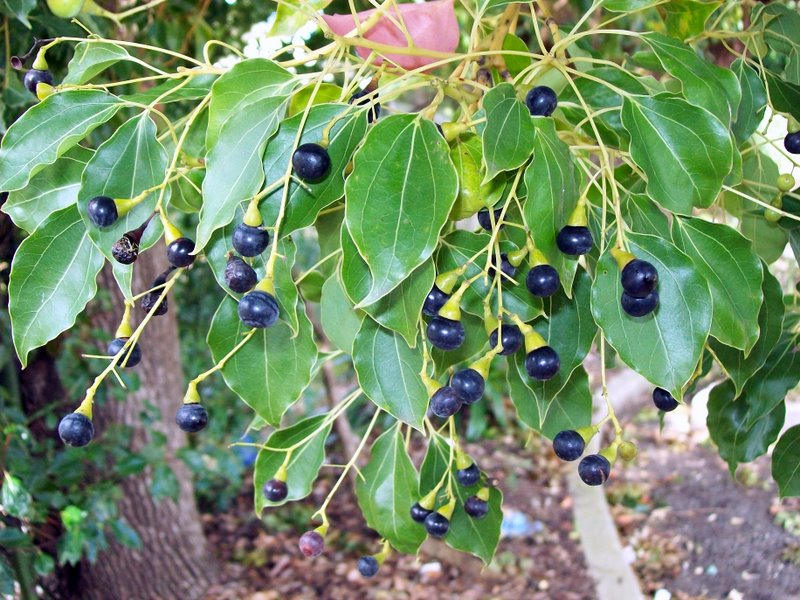
Fruchtstand

### Frucht

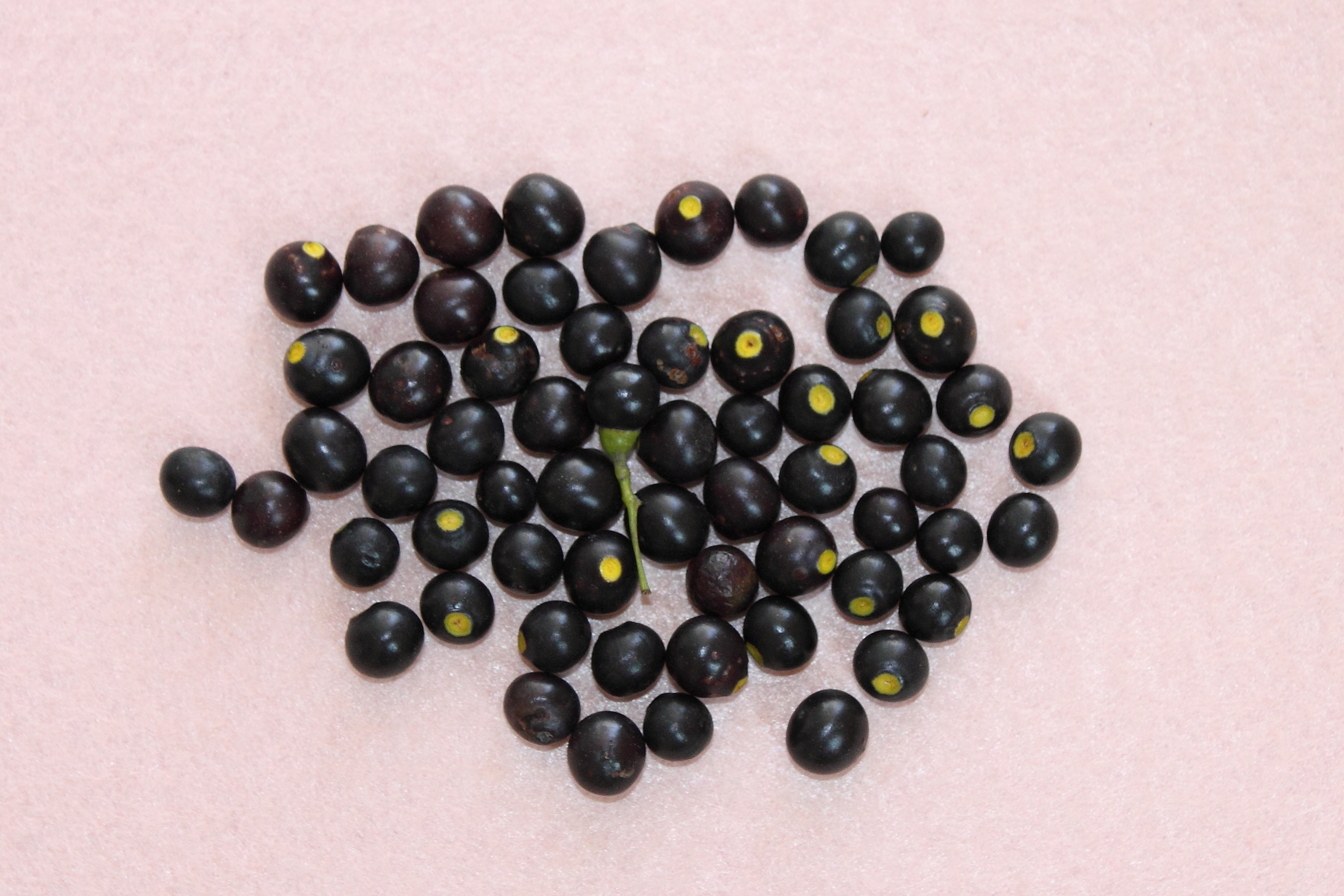
Früchte

Die purpurfarbene bis fast schwarze, glänzende und fleischige Steinfrucht ist mit einem Durchmesser von 7–10 mm rundlich. Der vergrößerte Fruchtbecher umhüllt basal die Frucht napfartig; dieser besitzt eine Länge von etwa 5 mm und hat an der Basis einen Durchmesser von etwa 1 mm und im gestutzten oberen Bereich einen Durchmesser von etwa 4 mm. Die Früchte reifen zwischen August und November. Die rundlichen, 5–6 mm großen Steinkerne (Samen) haben nur eine kurze Lebensfähigkeit von fünf bis sechs Wochen.

### Chromosomenzahl
Die Chromosomenzahl beträgt 2n = 24.

## Verbreitung und Nutzung

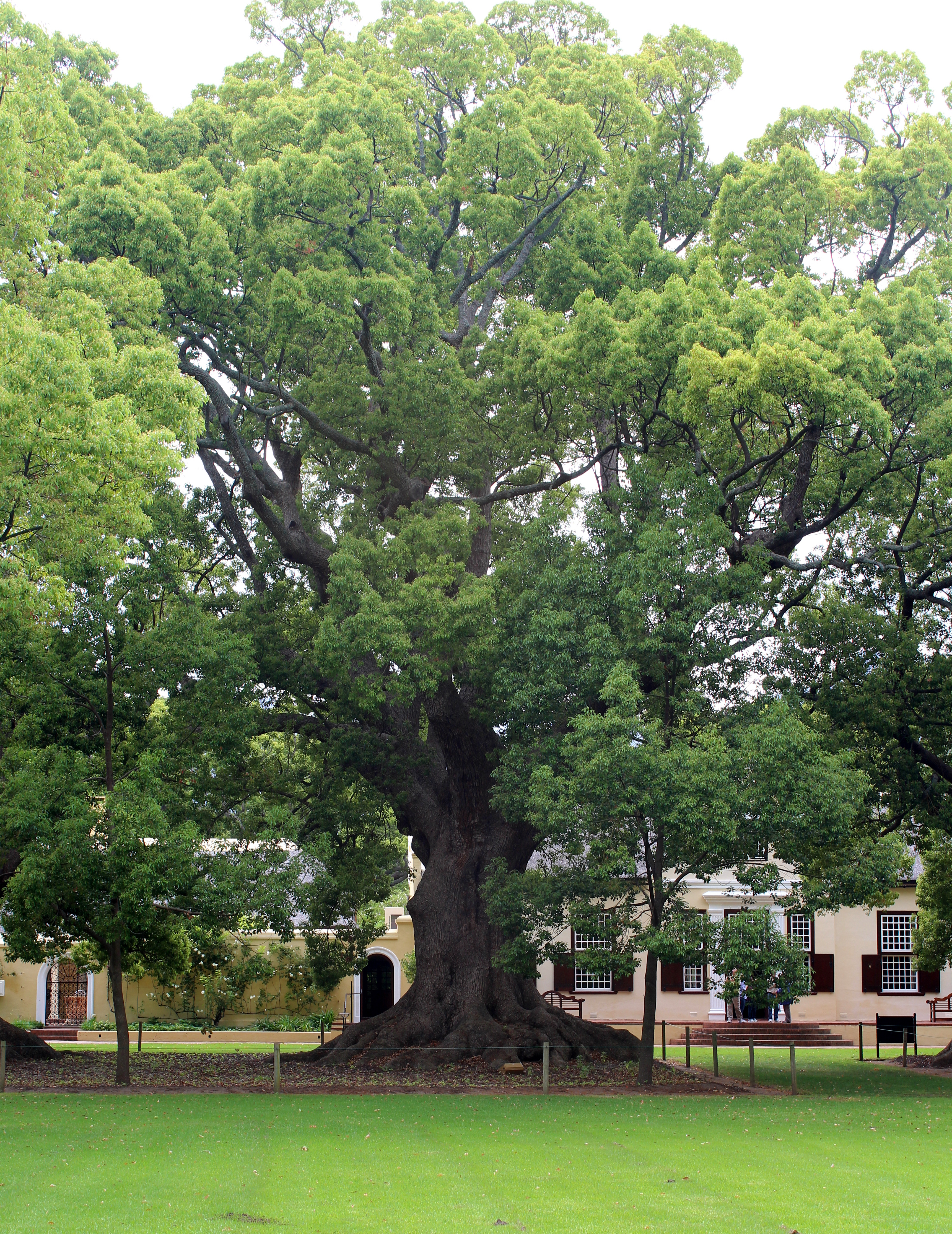
Einer von fünf dekorativen Kampferbäumen in Vergelegen, Südafrika. Die Bäume wurden zwischen 1706 und 1710 gepflanzt

Seine Heimat hat der Kampferbaum in Ostasien (China, Taiwan, Japan, Korea, Vietnam) etwa zwischen dem 10. und 30. nördlichen Breitengrad. In China kommt er in den Provinzen Fujian, Jiangxi, Guangdong, Guangxi, Hunan, Yunnan, Sichuan, Zhejiang und Jiangsu natürlich vor. Der Schwerpunkt seines Vorkommens ist die Insel Taiwan. Der Baum blüht in warmen, gemäßigten bis subtropischen Klimazonen, aber auch unter tropischen Hochlandbedingungen. Er wächst üblicherweise in der Ebene oder dem Hügelland. Eine Ausnahme ist das nördliche Taiwan, wo der Baum bis zu einer Höhe von 1800 Metern angetroffen wird. Die ausgewachsenen Bäume können auch leichten Frost ertragen.
Er wird auch in Sri Lanka und Ostafrika sowie in Brasilien in größerem Maße angebaut. Er kommt heute auch in Australien, im Süden der Vereinigten Staaten, Südeuropa, Süd- und Westafrika, Madagaskar und einigen ozeanischen Inseln vor. In diesen Gebieten ist er eine stark invasive Spezies.
Das schöne, mittelschwere Holz des Kampferbaums hat eine Rohdichte (r15) zwischen 0,53 und 0,58 g/cm3 und eine Druckfestigkeit von 40–45 MPa. Es trocknet nur langsam, ist gut zu bearbeiten und sehr widerstandsfähig gegen holzzerstörende Pilze und Insekten. Es wird für den Bootsbau und zum Teil auch wegen seines aromatischen Geruchs für die Herstellung spezieller Möbel und Kunstgegenstände verwendet. Es kann auch als Räucherwerk verwendet werden.
Aus allen Teilen des Baumes, insbesondere aus dem Holz werden verschiedene Öle extrahiert, hauptsächlich Campheröl, aber auch Linalool, Safrol und Terpineol, die als Grundsubstanzen für die Parfümherstellung dienen. Aus den Blättern des Kampferbaumes wird das ätherische Ravintsaraöl gewonnen. Seit Alters her wird Campher in der Medizin verwendet. Campher war auch eine der Grundsubstanzen für die Herstellung von Zelluloid, aus dem in der ersten Hälfte des 20. Jahrhunderts frühe Kunststoffprodukte und Filme hergestellt wurden. Campher kann aber auch von zwei anderen Pflanzen stammen (Dryobalanops aromatica und Blumea balsamifera). 
Das Öl kann als Ersatz für Rosenholzöl aus dem Holz von Aniba rosaeodora und  Aniba parviflora, zur natürlichen Gewinnung von Linalool verwendet werden.
Die getrockneten Blätter werden auch als Gewürz verwendet.